# Carlotta Maggiorana
Carlotta Maggiorana (Montegiorgio, 3 de janeiro de 1992) é uma atriz e modelo italiana. Em setembro de 2018 foi eleita a 78ª Miss Itália; sendo a primera modelo casada em ganhar este título. 

## Biografia
Nascida em Montegiorgio em 1992 (Fermoo), quando tinha 10 anos muda-se para Roma com a família, para estudar na Academia Nacional de dança.
Em 2011 começou streiar como atriz, interpretando pequenos papéis em A Árvore da Vida e I soliti idioti - Il film. Em 2017, ela trabalha no casting do última sèria da ficção L'onore e il rispetto, em Canale 5.
Alice participou na 78ª edição do concurso Miss Itália com a faixa de Miss Marcas.

## Filmografía

### Filme
- 2011: The Tree of Life, direção: Terrence Malick
- 2011: I soliti idioti - Il film, direção: Enrico Lando
- 2012: I 2 soliti idioti, direção: Enrico Lando
- 2013: Un fantastico via vai, direção: Leonardo Pieraccioni

### Televisão
- 2012: S.P.A. – sitcom
- 2017: L'onore e il rispetto - Ultimo capitolo (serial TV)

### Videoclipes
- Behind You, Magdalen Graal (2011)